# Jerdonia
Jerdonia é um género botânico pertencente à família Gesneriaceae.

## Espécie
Jerdonia indica

## Nome e referências
Jerdonia Wight